# Eospasta
Eospasta là một chi bọ cánh cứng trong họ Meloidae.
Chi này được miêu tả khoa học năm 1966 bởi Selander.

## Các loài
Chi này gồm các loài:
- Eospasta inconstans (Fairmaire & Germain, 1863)